# Скоша (Њујорк)
Скоша (енгл. Scotia) град је у америчкој савезној држави Њујорк.

## Демографија
По попису из 2010. године број становника је 7.729, што је 228 (-2,9%) становника мање него 2000. године.
| Група             | 2000.         | 2010.         |
| Белци             | 7.608 (95,6%) | 7.215 (93,3%) |
| Афроамериканци    | 65 (0,8%)     | 89 (1,2%)     |
| Азијати           | 87 (1,1%)     | 86 (1,1%)     |
| Хиспаноамериканци | 142 (1,8%)    | 216 (2,8%)    |
| Укупно            | 7.957         | 7.729         |